# Hennadij Boholjubow
Hennadij Boryssowytsch Boholjubow (ukrainisch Генна́дій Бори́сович Боголю́бов; russisch Геннадий Борисович Боголюбов/Gennadi Bogoljubow; * 1962 in Dniprodserschynsk, Ukrainische SSR) ist ein ukrainisch-britisch-israelisch-zypriotischer Unternehmer, Milliardär und Mäzen. Boholjubow gilt als einer der reichsten ukrainischen Oligarchen.
Im Jahr 2022 belegte er den 5. Platz in der Rangliste der 100 reichsten Ukrainer (im Wert von 1,1 Milliarden US-Dollar). 2017 war er laut Forbes-Magazin mit einem Vermögen von 1,4 Milliarden US-Dollar auf dem zweiten Platz der reichsten Menschen in der Ukraine und auf dem 1468. Platz weltweit.

## Leben
Boholjubow absolvierte in Dnipropetrowsk ein Studium zum Bauingenieur. Gemeinsam mit Ihor Kolomojskyj war er 1992 Mitgründer und Mitinhaber der größten Bank der Ukraine, der PrivatBank. Um diese Bank herum hat sich die einflussreiche Privat-Gruppe entwickelt, welche Teile der Stahl-, Öl-, Chemie-, Energie- und Nahrungsmittelindustrie in der Ukraine kontrolliert. Im Jahr 2007 erwarb  Boholjubow über eine Beteiligungsgesellschaft die australische Bergbaufirma Consolidated Minerals Ltd. (CML), welche etwa 10 % der weltweiten Mangan-Reserven kontrolliert.
Boholjubow ist Präsident der Jüdischen Gemeinde von Dnipropetrowsk sowie Gründer der gemeinnützigen Stiftung Bogolyubov Foundation. Die Stiftung unterstützt jüdische soziale und kulturelle Projekte in der Ukraine und im Ausland.

## Verstaatlichung der PrivatBank
Im Dezember 2016 wurde die Boholjubow zu einem Großteil gehörende PrivatBank verstaatlicht, um die Bank und das ukrainische Finanzsystem vor einem Zusammenbruch zu bewahren. 95 % der Kredite der Bank sollen an Unternehmen von ihm sowie an Ihor Kolomojskyj als zweiten Großeigentümer ausbezahlt worden seien, wobei viele Kredite faul seien. Die Nationalbank will beide dazu verpflichten, diese Insider-Kredite zurückzuzahlen.
Von 2010 bis 2016 kaufte er mit Hilfe von Ihor Kolomojskyj und anderen über Strohfirmen in den USA Stahlfirmen, Hotels etc. Die Gruppe war einige Zeit der größte Grundstücksbesitzer in Cleveland, Ohio.
Im Juni 2023 begann vor dem High Court in London ein Prozess gegen Boholjubow und Kolomojskyj. Die Rechtsvertreter der verstaatlichen Bank werfen ihnen vor, durch Scheingeschäfte rund 1,9 Milliarden rechtswidrig aus der Bank herausgezogen zu haben.

## Privates
Boholjubow ist verheiratet und hat fünf Kinder. 